# Sine Bolong
Der Sine Bolong (französische Schreibweise Sine Bôlon) ist ein rechter Nebenfluss des westafrikanischen Gambia-Flusses.

## Geographie
Der Sine Bolong entspringt ungefähr zehn Kilometer südlich von der Provinzhauptstadt Tambacounda in der gleichnamigen senegalesischen Region Tambacounda. Der Fluss, mit einer gesamten Länge von ungefähr 40 Kilometern, fließt in südwestlicher Richtung, bis er ungefähr zehn Kilometer vor seiner Mündung die Grenze zu Gambia überschreitet und nach weiteren fünf Kilometern in südlicher Richtung mit knapp zwanzig Meter Breite in den Gambia mündet.
Der Zusatz Bolong, den viele Nebenflüsse des Gambias haben, bedeutet in der Sprache der Mandinka „bewegliches Wasser“ oder „Nebenfluss“.